# أندريه بيك
أندريه بيك (بالإنجليزية: Andrzej Beck)‏ هو مهندس أمريكي، ولد في 11 سبتمبر 1926، وتوفي في 20 يوليو 2011.